# Biserica fortificată din Toarcla
Biserica fortificată din Toarcla este un ansamblu de monumente istorice aflat pe teritoriul satului Toarcla, comuna Cincu. În Repertoriul Arheologic Național, monumentul apare cu codul 40848.05.
Ansamblul este format din următoarele monumente:
- Biserica evanghelică (cod LMI BV-II-m-A-11833.01)
- Incintă fortificată (fragmente) (cod LMI BV-II-m-A-11833.02)

## Galerie

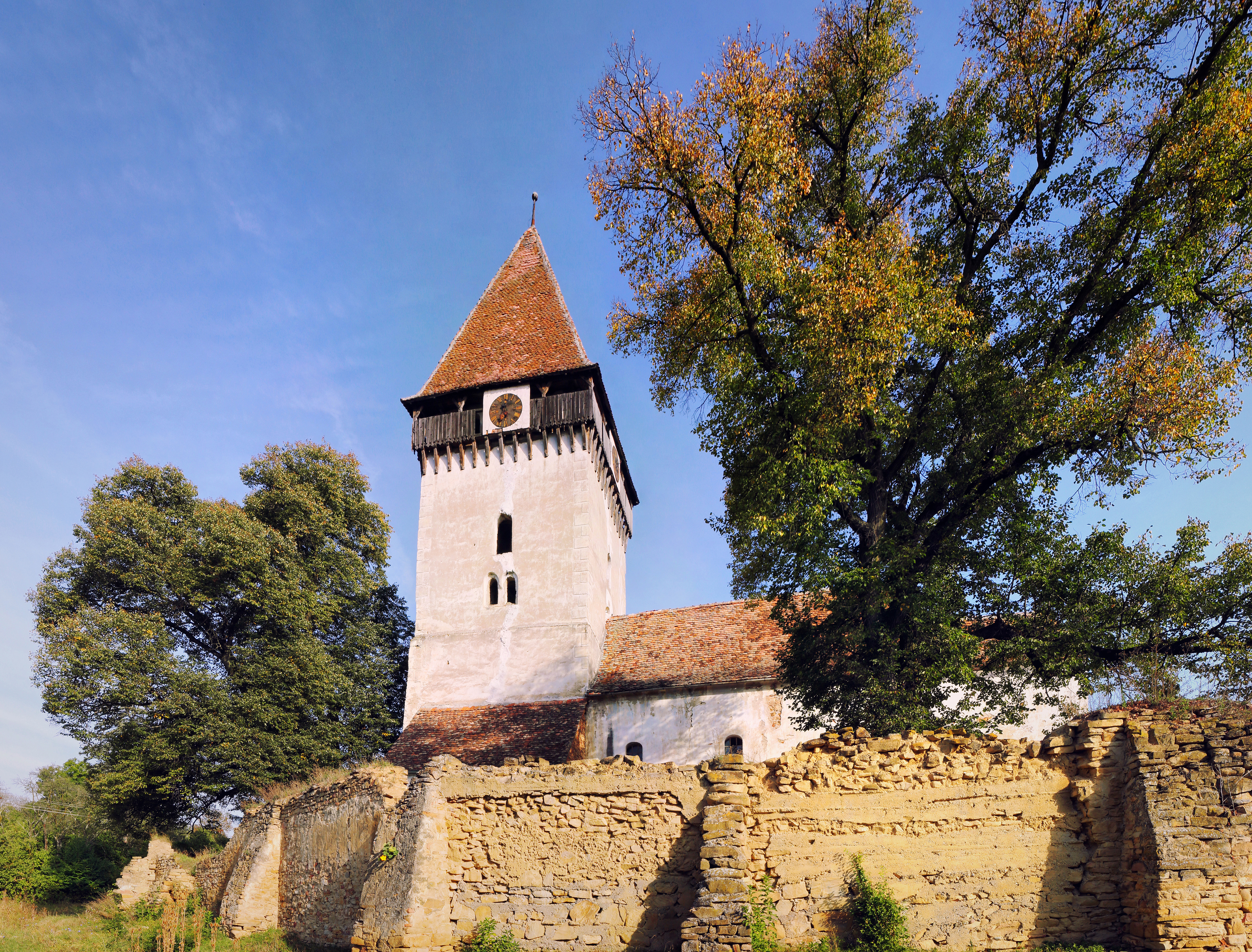
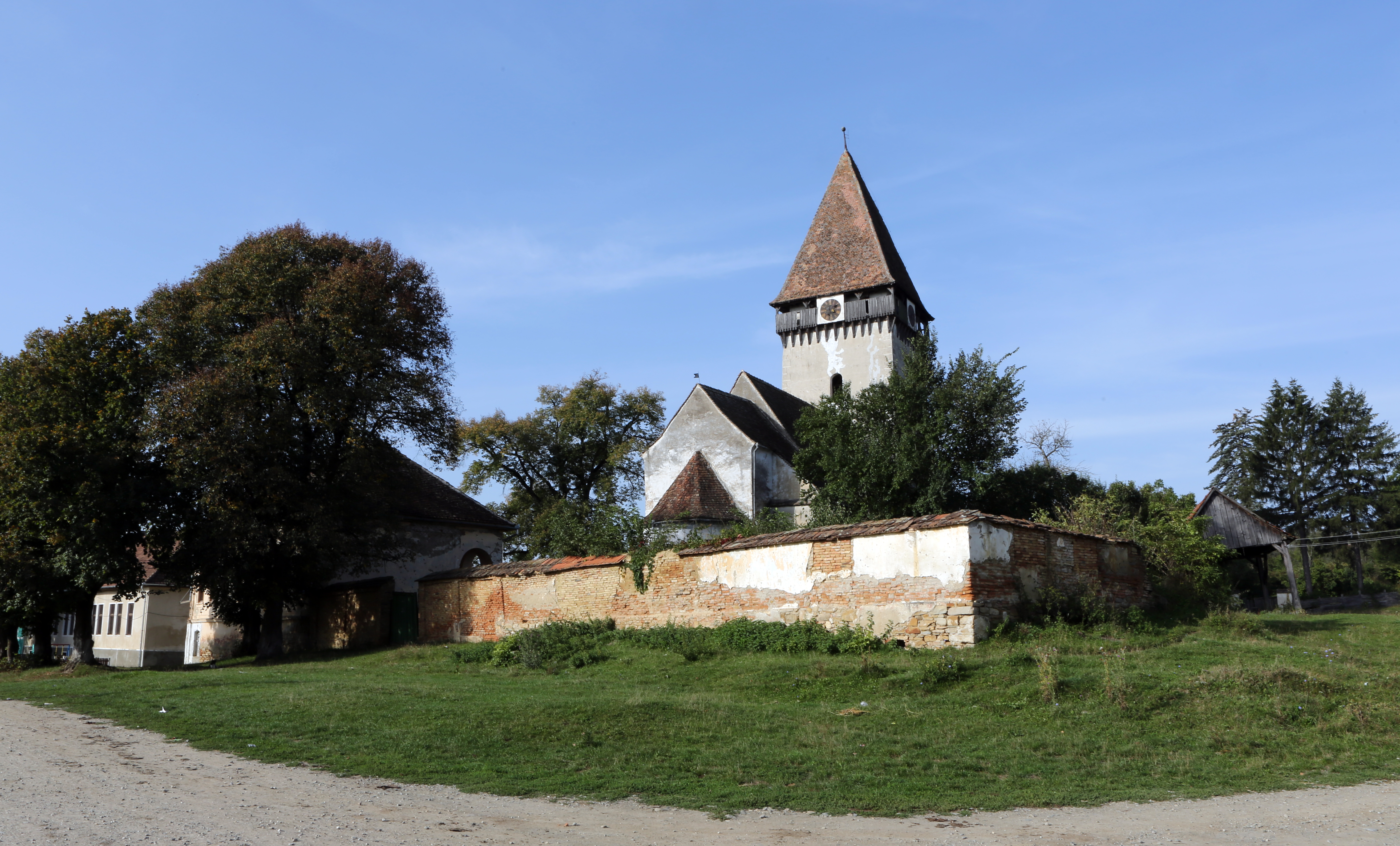
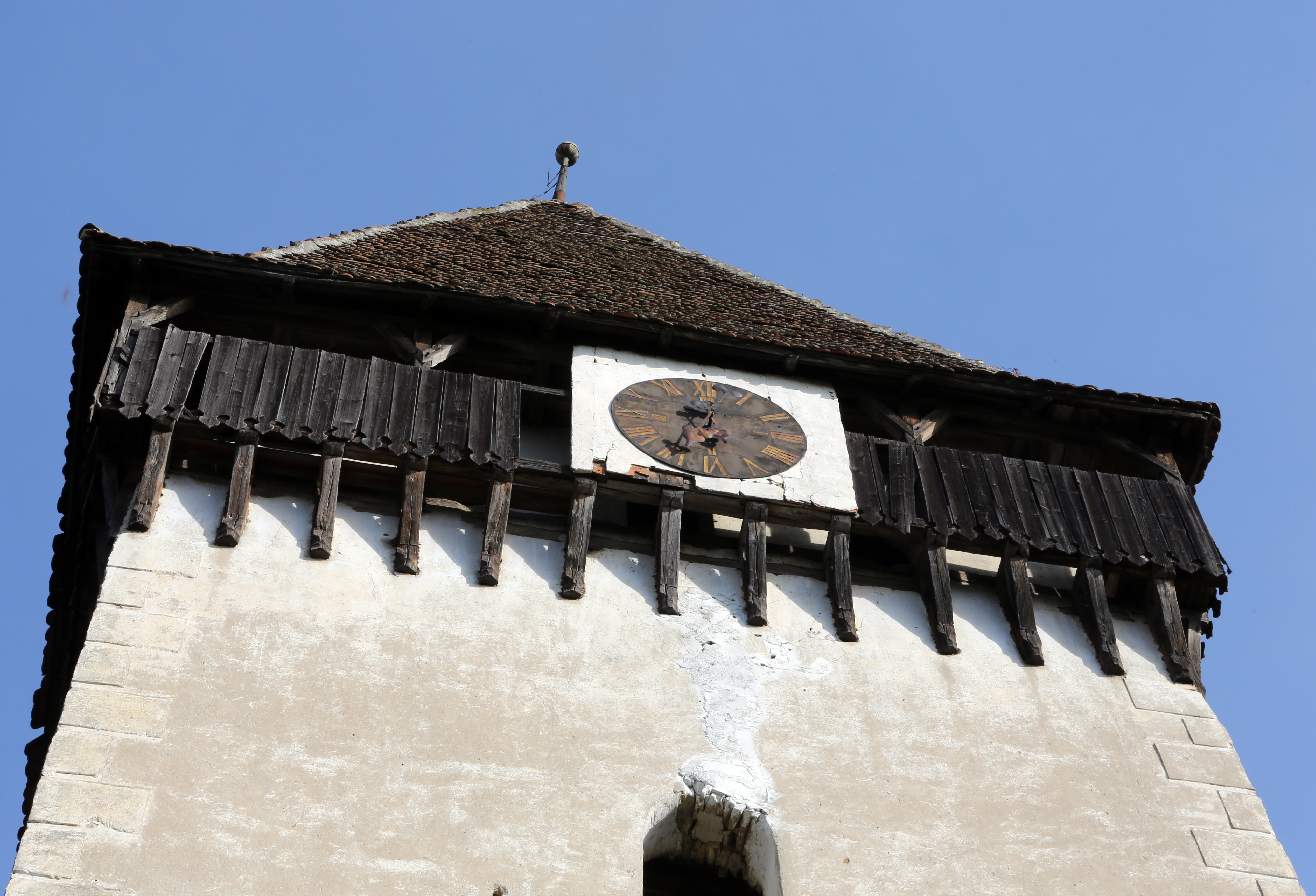
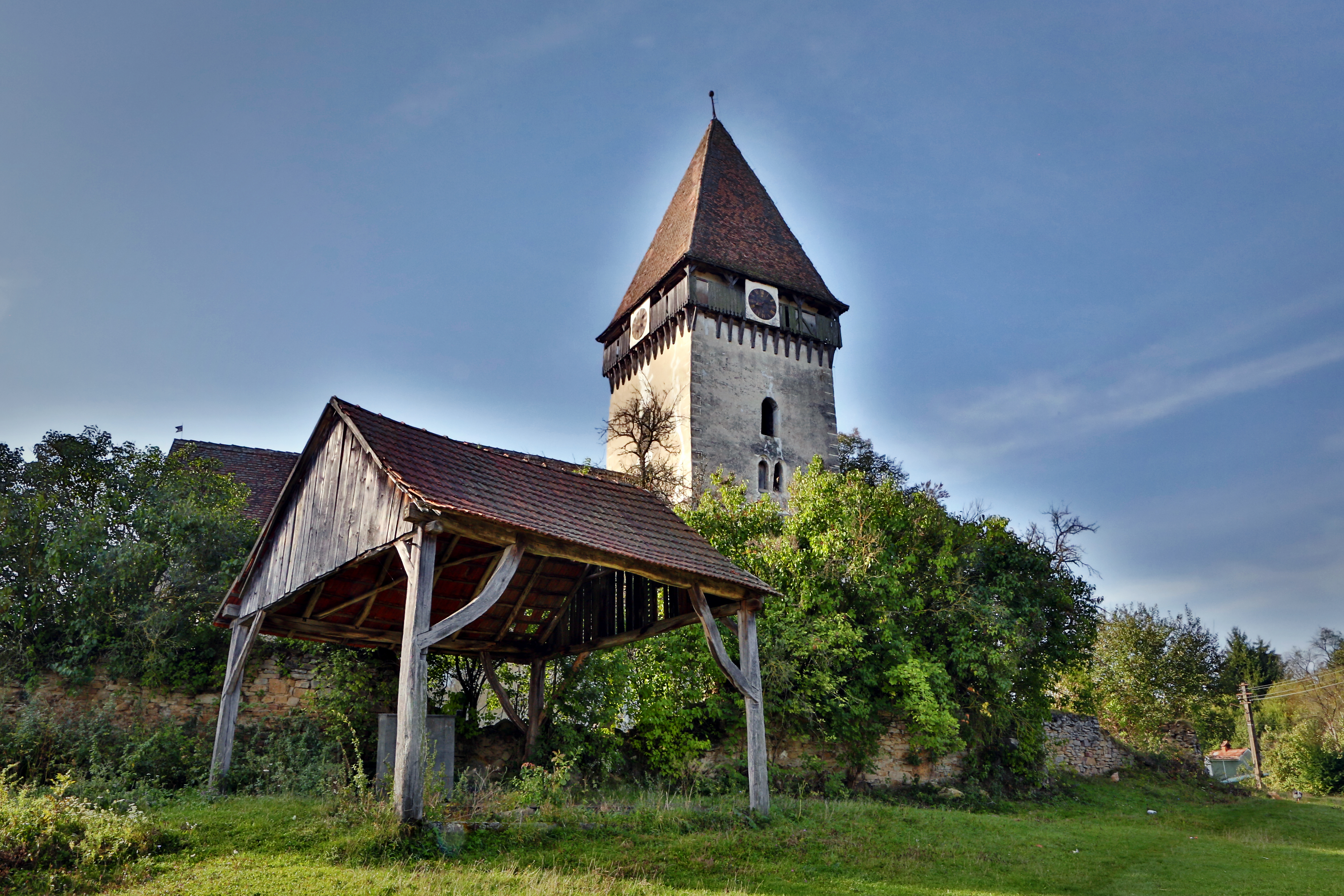